# Rabi-Ribi
Rabi-Ribi es un videojuego de desplazamiento lateral de 2016 desarrollado y publicado por CreSpirit. El juego fue inicialmente financiado colectivamente y, a pesar de alcanzar solo la mitad de su objetivo de financiación, se lanzó para Windows en enero de 2016 y fue porteado a PlayStation 4 y PS Vita en 2017. El juego luego recibió un port para Nintendo Switch en 2019.
El juego combina los géneros de bullet hell y metroidvania al enfrentar al jugador contra varios jefes con patrones densos de balas en un entorno de plataformas de desplazamiento lateral. Los jugadores controlarán a Erina, una conejita.
Rabi-Ribi ha sido elogiado por el grado de personalización que ofrece al jugador, además de una amplia gama de configuraciones de dificultad y modos para adaptarse a diferentes niveles de habilidad. La banda sonora y la originalidad del juego han sido bien recibidas, aunque ha recibido críticas por su débil narrativa y su diseño monótono de personajes.
Un sucesor espiritual, TEVI, se lanzó para Windows y Nintendo Switch en noviembre de 2023. En el octavo aniversario de Rabi-Ribi, se anunció que se estaba preparando una secuela directa.

## Jugabilidad
Rabi-Ribi es un juego metroidvania de desplazamiento lateral en 2D que se desarrolla en la isla Rabi Rabi, un mundo ficticio donde se adora a los conejos. El jugador controla a Erina, una conejita mascota que se convirtió en una niña humana con un traje de conejita de Playboy, mientras está acompañada por la pequeña hada Ribbon que flota a su lado, vagando por la isla Rabi Rabi en busca de objetos mientras participa en el combate. Los enemigos atacan utilizando grandes volúmenes de proyectiles que llenan la pantalla, como en otros juegos de bullet hell. Para luchar, los jugadores pueden participar en un combate cuerpo a cuerpo con el Piko Hammer o usar uno de los diversos ataques de proyectiles a distancia de Ribbon desde lejos. La mayor parte del juego se pasa explorando y recolectando elementos para potenciar a Erina y Ribbon mientras se avanza en la historia siguiendo los objetivos establecidos. La exploración es principalmente no lineal y los jugadores pueden elegir entre múltiples rutas de exploración en el mapa limitadas por las opciones de movimiento obtenidas al avanzar en la historia.
Los objetos coleccionables van desde mejoras para las armas de Erina y Ribbon, como «bombas zanahoria» y habilidades especiales de combate cuerpo a cuerpo para Erina, hasta objetos consumibles para reponer salud y maná. El juego también cuenta con varias insignias, que se pueden equipar para cambiar diferentes aspectos del juego, como disminuir el tamaño del hitbox de Erina. A lo largo de la historia, el jugador recolectará varias mejoras de movimiento para permitir el acceso a nuevas áreas, incluyendo un doble salto y una maniobra de deslizamiento. Un aspecto único de Rabi-Ribi es que ciertos estilos de juego permiten evitar por completo los ítems aún pudiendo completar el juego; se habilitan técnicas de movimiento especiales para la progresión si el jugador acepta el desafío de no tener ítems adicionales.
Se hace especial hincapié en la multitud de batallas contra jefes, de las cuales hay más de 40. Estos jefes emplean grandes patrones de proyectiles que varían según la dificultad elegida.

## Trama
Un día, Erina, una conejita, se despierta en una caja de cartón en un edificio de apartamentos, después de haberse transformado en una niña humana. Una voz la conduce a una habitación familiar, que la lleva a su hogar en la isla Rabi Rabi. Intenta encontrar el camino de regreso a la ciudad de Rabi Rabi para averiguar por qué se ha convertido en humana, y en el camino se encuentra con el hada Ribbon, que acompaña a Erina en su aventura.
En el camino, lucha contra los diversos habitantes de la isla Rabi Rabi para conseguir su ayuda para activar un portal mágico en el centro de la ciudad de Rabi Rabi. Finalmente, se encuentra cara a cara con el misterioso guardián de la isla, Noah, quien elogia a Erina por sus esfuerzos y la nombra la nueva «guardiana de la isla». Más allá de eso, Erina descubre la historia de la isla, por qué y cómo se ha separado del mundo exterior, y quién ha estado detrás del Club Usagi Pero Pero, el cual está obsesionado con los conejos.

## Desarrollo
El juego fue desarrollado por el estudio taiwanés CreSpirit. Se lanzó en formato físico limitado para PlayStation 4 y PS Vita a través de Limited Run Games en noviembre de 2018; una edición física estuvo disponible previamente en Europa a través del distribuidor PQube. Un anuncio en 2024 sobre el octavo aniversario del lanzamiento del juego confirmó que el contenido descargable pago en las versiones de Nintendo Switch y PS4 estaría disponible más adelante ese año, junto con una «edición platino» con todo incluido.

## Recepción
Rabi-Ribi ha obtenido una recepción generalmente favorable, obteniendo una puntuación general de 80 en su lanzamiento para PlayStation 4 de parte de los críticos de Metacritic y 79 en su lanzamiento para Nintendo Switch.
Se ha llamado la atención sobre la presencia del servicio de blogs Plurk en el juego. Se hace referencia a la plataforma en un crossover que presenta una zona separada del juego conocida como Plurkwood.
La historia del juego fue considerada el aspecto más débil, aunque Johnathan Kaharl de Hardcore Gaming 101 considera el último de los capítulos posteriores al juego «el único momento humano genuino que tiene el juego» a pesar de que gran parte del resto de la trama es «demasiado "anime"" y "extraña"».